# Johannes Bogerman
"Jan Bogerman", o Jovem, (1576-1637) (Johannes Bogerman) (* Oplewert, Frísia Oriental, 1576 † Franeker, 11 de Setembro de 1637), foi professor de Teologia (1636) da Universidade de Franeker e co-tradutor da Bíblia oficial holandesa, conhecida como "Statenbijbel". Foi pastor sucessivamente em Sneek (23 de Setembro de 1599), Enkhuizen (18 de outubro de 1602) e em Leeuwarden (1604).  Como Calvinista, pregou contra os anabatistas, menonitas, jesuítas e os arminianos.

## Biografia
Era filho de Johannes Bogerman, o Velho, pastor da cidade de Kollum, e mais tarde pregador em Jennelt e Uplewert.
Em 1580 estudou na Escola Latina de Bolsward preparando-se para os estudos superiores. Em 23 de maio de 1591, entrou para a Academia de Franeker onde estudou idiomas antigos, hebraico e grego, e filosofia. Seus professores foram Johannes Drusius (1550-1616), professor de hebraico e Johannes Arcerius(1538-1604) de grego.  Lollius Adama(1544-1609) foi seu professor de filosofia e Sibrandus Lubbertus(1555-1625) e Martin Lydius(1539-1601) foram seus professores de teologia. Entre 1595-96, estudou na Universidade de Heidelberg, na Alemanha, onde conheceu Daniel Toussaint(1541-1602) e defendeu tese contra Roberto Bellarmino (1542-1621).
Em 1597 estudou na Universidade de Genebra, onde Teodoro de Beza, defensor de João Calvino, e Antoine de la Faye(1540-1615) foram seus professores. Em 1598, estudou na Universidade de Zurich. Ele também estudou nas universidades de Lausana, Oxford, Cambridge, Gröningen, Emden e Frankfurt. Também foram seus professores Gulielmus Bucanus(† 1603), Johannes Raynoldus(em Oxford) e Gulielmus Perkinsius (1558-1602) (em Cambridge). Em 22 de maio de 1607, foi nomeado deputado, junto com Sibrandus Lubbertus, para a assembleia em Haia, como preliminar ao Sínodo Nacional de Dordrecht. No final de junho de 1614, os Estados da Frísia, o nomeia para a cadeira de Teologia em Franeker, em razão da vacância do cargo desde a morte de Lydius. Em 14 de fevereiro de 1612 é nomeado diretor de um colégio nessa cidade.
Entre setembro de 1615 e 26  de julho de 1616, participa de uma assembleia para discutir a situação dos arminianos. Em 1616, se encontra em Sneek, junto com o professor Johannes Maccovius(1588-1644), numa disputa contra um remonstrante chamado Daniel Joannis, um dos professores do colégio dessa cidade, que seria destituído pelo Sínodo da Frísia de 1618. Em 10 de agosto de 1619 ele participa do Sínodo da província de Utrecht onde agiliza algumas regras da disciplina. Nesse mesmo ano ele recusa um cargo de ministro em Haia.
Presidiu o Sínodo de Dordrecht entre 1618 e 1619, onde os gomaristas condenaram os arminianos no contexto das lutas políticas entre ambos os grupos. Em 1619, ele também participa do Sínodo de Utrecht. Foi diretor em Franeker em 1637.
Entre 1626 e 1636 traduziu o Velho Testamento para o holandês. Foi adversário de Hugo Grotius, de Conrad Vorstius(1569-1622) e dos Remonstrantes. Comentário de Petrus Cunaeus(1586-1638) sobre sua crítica de Bogermann feita contra Hugo Grotius (1583-1645), e a resposta de Caspar Barlaeus (1548-1648).
Em 9 de março de 1622 vai para Amsterdam. Em 1628 ele trabalha, por ordem dos Estados Gerais, numa tradução da Bíblia de Dordrecht. Em 9 de agosto de 1633 é nomeado para uma cadeira de teologia em Franeker, mas como a Bíblia ainda não havia sido concluída, ele teve de esperar até 7 de dezembro de 1636 para tomar posse do cargo.  A fim de exercer maior autoridade, tornou-se doutor em teologia em 28 de abril de 1637.  Em 1 de junho torna-se reitor da Universidade de Franeker, onde morreu exercendo esse cargo em 11 de setembro 1637, aos sessenta anos de idade.

## Obras
- Annotationes contra H. Grotium
- Traduziu Traité de la punition des hérétiques de Beza sob o título de "Van het ketter straffen" (Franeker, 1601).